# Mariama Sall Sall
Mariama Sall Sall (Lleida, 14 de maig del 1994) és una política catalana d'ascendència senegalesa i actual regidora de Persones, Comunitat i Agenda 2030 a la Paeria de Lleida. És graduada en Administració i Direcció d'Empreses per la Universitat de Lleida i postgraduada en Comunicació Corporativa per la Universitat Pompeu Fabra.
En assumir el càrrec de regidora el juny de 2020, defensà la necessitat de redefinir i transformar el model tradicional d'atenció social a la ciutat per a passar d'una visió assistencialista cap a una visió universal, centrada en la persona i amb un enfocament comunitari, amb l'objectiu de reformular els serveis socials per a estendre el seu abast, dignificar els espais d'atenció, millorar els itineraris dels usuaris i crear un ecosistema d'innovació social on participin i es creïn sinergies entre els diversos agents socials de la ciutat.